# شیببر
شیببر (به انگلیسی: Liger)، جانوری دورگه میان شیر نر و ببر ماده‌است. شکل جسمانی آن مانند یک ببر بزرگ «راه‌راه» است. شیببر در طبیعت بسیار کمیاب است، چرا که مرز قلمروهای شیران و ببران به ندرت در یک مکان بر یک دیگر مطابق می‌شوند. در واقع، تنها جای باقی‌مانده که هر دو جانور را در بر می‌گیرد جنگل های ساسان گیر در ایالت گجرات هندوستان است. افزون بر این، شیران گروهی زندگی می‌کنند، حال آن که ببر جانوری گوشه‌گیر است.
رشد شیببر هم از شیر و هم از ببر بیشتر است. دلیل این نمود نداشتن ژن محدودکنندهٔ رشد است که در شیر نر و در ببر ماده قرار دارد. شیببر در طی عمر خود پیاپی رشد می‌کند و به نقطه‌ای می‌رسد که بدنش دیگر توان تحمل اندازه‌اش را ندارد. بیشترین رکورد ثبت‌شده این جانور در گینس به ۴۱۸،۲ کیلوگرم می‌رسد.
این باروری ها در طبیعت صورت نمی‌گیرد و بیشتر به صورت آزمایشگاهی و در درون باغ وحش ها اتفاق می افتد.

## باروری
شیببر نر نابارور است، اما شیببر ماده معمولاً بارور خواهد بود و با شیر یا ببر نر امکان باروری آن وجود دارد.
نمونهٔ مقابل آن که فرآورد تولید مثل ببر نر با شیر ماده‌است ببشیر نامیده می‌شود. برعکس شیببر، «ببشیر» از پدر و مادر خود کوچک‌تر است و رشد محدودی دارد.

## نام‌گذاری
با توجه به این که این جانور از جفت‌گیری شیر نر و ببر ماده پدید می‌آید؛ زیست شناسان در زبان انگلیسی از آمیختن دو واژهٔ Lion به معنای شیر و Tiger به معنای ببر با اولویت نام پدر، نام لایگر (Liger) را برای آن برگزیده‌اند (Lion + Tiger = Liger). از این رو با توجه به پاسداشت زبان فارسی نام شیببر (شیر + ببر = شیببر) برای این جانور پیشنهاد شده‌است.